# Comtats de Noruega

Mapa geopolític de Noruega que mostra els seus 11 comtats (fylker)

Noruega està dividida en 11 circumscripcions territorials anomenades comtats (en singular fylke (noruec), en plural fylker (Bokmål) / fylke (Nynorsk)); abans de 1918 es coneixen com a amt (en pl. amter / amt). Els comtats són la subdivisió primària de l'estat noruec i aquest alhora estan subdividits en un total de 356 municipis (kommune, pl. kommuner / kommunar). Svalbard i Jan Mayen no són considerats com a comtats i són governats directament a escala nacional. La capital, Oslo, és considerada tant un comtat com un municipi.

## Llista de comtats

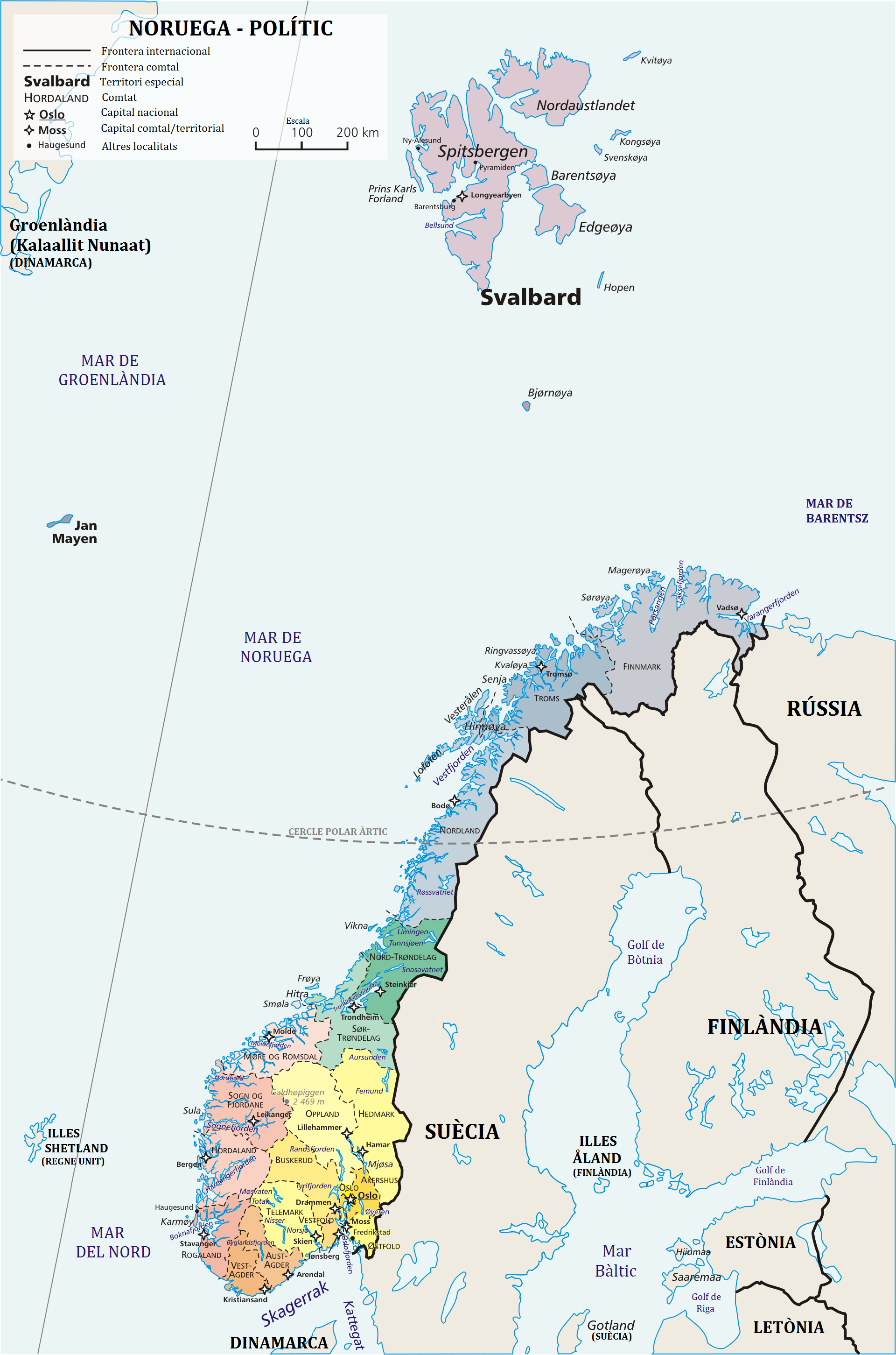
Mapa geopolític de Noruega que mostra els seus 19 Comtats (fylker) amb Svalbard i Jan Mayen.

A continuació es mostra la llista dels comtats noruecs:
| ISO-code | Comtat (Fylke)                                            | Centre administratiu     | Major del comtat                   | Governador del comtat     | Superfície (km²) | Població  |
| -------- | --------------------------------------------------------- | ------------------------ | ---------------------------------- | ------------------------- | ---------------- | --------- |
| 03       | Oslo                                                      | Ciutat d'Oslo            | Marianne Borgen (SV)               | Valgerd Svarstad Haugland | 454.12           | 673,469   |
| 11       | Rogaland                                                  | Stavanger                | Marianne Chesak (Ap)               | Lone Merethe Solheim      | 9377.10          | 473,526   |
| 15       | Møre og Romsdal                                           | Molde                    | Jon Aasen (Ap)                     | Rigmor Brøste             | 14355.62         | 266,856   |
| 18       | Nordland                                                  | Bodø                     | Kari Anne Bøkestad Andreassen (Sp) | Tom Cato Karlsen          | 38154.62         | 243,335   |
| 30       | Viken                                                     | Oslo, Drammen, Sarpsborg | Roger Ryberg (Ap)                  | Valgerd Svarstad Haugland | 24592.59         | 1,234,374 |
| 34       | Innlandet                                                 | Hamar                    | Even Aleksander Hagen (Ap)         | Knut Storberget           | 52072.44         | 370,994   |
| 38       | Vestfold og Telemark                                      | Skien                    | Terje Riis-Johansen (Sp)           | Per Arne Olsen            | 17465.92         | 415,777   |
| 42       | Agder                                                     | Kristiansand             | Arne Thomassen (H)                 | Stein A. Ytterdahl        | 16434.12         | 303,754   |
| 46       | Vestland                                                  | Bergen                   | Jon Askeland (Sp)                  | Lars Sponheim             | 33870.99         | 631,594   |
| 50       | Trøndelag Trööndelage                                     | Steinkjer                | Tore O. Sandvik (Ap)               | Frank Jenssen             | 42201.59         | 458,744   |
| 54       | Troms og Finnmark Romsa ja Finnmárku Tromssa ja Finmarkku | Tromsø                   | Ivar B. Prestbakmo (Sp)            | Elisabeth Aspaker         | 74829.68         | 243,925   |